# Aeonium hierrense
Aeonium hierrense ist eine Pflanzenart aus der Gattung Aeonium in der Familie der Dickblattgewächse (Crassulaceae).

## Beschreibung

### Vegetative Merkmale
Aeonium hierrense wächst als mehrjähriger, nicht verzweigter oder selten wenig verzweigter, monokarper Halbstrauch und erreicht Wuchshöhen von bis zu 1,5 Meter. Die kahlen, netzartig gemusterten, aufsteigenden Triebe weisen einen Durchmesser von 20 bis 45 Millimeter auf. Ihre eher flachen Rosetten erreichen einen Durchmesser von 15 bis 60 Zentimeter. Die verkehrt eiförmigen bis verkehrt lanzettlichen, grünen, stark bläulich überhauchten, fast kahlen Laubblätter sind 8 bis 30 Zentimeter lang, 5 bis 8 Zentimeter breit und 0,3 bis 0,7 Zentimeter dick. Zur Spitze hin sind sie zugespitzt, geschwänzt und häufig zurückgebogen. Die Basis ist keilförmig. Der Blattrand ist mit leicht gebogenen Wimpern besetzt, die 1 bis 2 Millimeter lang sind. Die Blätter sind oft rötlich oder rosa variegat.

### Generative Merkmale
Der kuppelförmige Blütenstand weist eine Länge von 15 bis 20 Zentimeter und eine Breite von 12 bis 50 Zentimeter auf. Der Blütenstandsstiel ist 5 bis 25 Zentimeter lang. Die sechs- bis neunzähligen Blüten stehen an einem 2 bis 6 Millimeter langen, schwach flaumhaarigen Blütenstiel. Ihre Kelchblätter sind schwach flaumhaarig. Die weißlichen, im mittleren Teil häufig rosa variegaten, lanzettlichen, zugespitzten Kronblätter sind 7 bis 9 Millimeter lang und 1,5 bis 2 Millimeter breit. Die Staubfäden sind schwach flaumhaarig.
Die Blütezeit ist April bis Mai.

### Chromosomenzahl
Die Chromosomenzahl beträgt 2n = 36.

## Systematik und Verbreitung
Aeonium hierrense ist auf La Palma und El Hierro in Höhen von bis zu 1200 Metern verbreitet.
Die Erstbeschreibung als Sempervivum hierrense durch Richard Paget Murray wurde 1899 veröffentlicht. Charles-Joseph Marie Pitard und Louis Proust stellten die Art 1909 in die Gattung Aeonium.

## Nachweise